# Nesophontes superstes
Espèce
Statut de conservation UICN

 EX  : Éteint
Nesophontes superstes est une espèce disparue de mammifères appartenant à la famille des Nesophontidae. Cette sorte de musaraigne était un animal terrestre insectivore.

## Distribution
Cette espèce était endémique de Cuba.

## Classification
Cette espèce a été créée en 1977 par le paléontologue Karl-Heinz Fischer.
Publication originale : Fischer, 1977, Quartäre mikromammalia Cubas, vorwiegend aus der höhle San José de la Lamas, Santa Fé, Provinz Habana. Zeitschrift fuer geologische Wissenschaften, vol. 5, p. 213-255.
Classification plus détaillée selon le Système d'information taxonomique intégré (SITI ou ITIS) :
 Règne : Animalia ; sous-règne : Bilateria ; infra-règne : Deuterostomia ; Embranchement : Chordata ; Sous-embranchement : Vertebrata ; infra-embranchement : Gnathostomata ; super-classe : Tetrapoda ; Classe : Mammalia ; Sous-classe : Theria ; infra-classe : Eutheria ; ordre : Soricomorpha ; famille : Nesophontidae ; genre : Nesophontes.
Traditionnellement, les espèces de ce genre sont classées dans l'ordre des Insectivora, un regroupement qui est progressivement abandonné au XXIe siècle.